# Thomas Scharff (Historiker)
Thomas Scharff (* 5. Oktober 1963 in Uelzen) ist ein deutscher Historiker für Mittelalterliche Geschichte.
Thomas Scharff studierte 1984/85 in Oberursel evangelische Theologie und von 1985 bis 1992 an der Universität Münster die Fächer Mittlere und Alte Geschichte, Ägyptologie sowie Philosophie. 1992 promovierte er bei Hagen Keller mit dem Thema Häretikerverfolgung und Schriftlichkeit. Die Wirkung der Ketzergesetze auf die oberitalienischen Kommunalstatuten im 13. Jahrhundert. Von 1994 bis 2003 war Scharff Assistent und Oberassistent am Historischen Seminar in Münster. Im Jahr 2000 erfolgte seine Habilitation mit der Arbeit Die Kämpfe der Herrscher und der Heiligen. Krieg und historische Erinnerung in der Karolingerzeit. Seit 2003 ist er Professor für Mittelalterliche Geschichte an der Universität Braunschweig.
Seine Forschungsschwerpunkte sind die Häresie und Inquisition, die mittelalterliche Schriftkultur, die Historiographie im Frühmittelalter, die Formen und Darstellung mittelalterlicher Königsherrschaft und die Mittelalterrezeption in der Moderne.

## Schriften (Auswahl)
Monografien
- Die Kämpfe der Herrscher und der Heiligen. Krieg und historische Erinnerung in der Karolingerzeit. Darmstadt 2002, ISBN 3-534-15990-X.
- Häretikerverfolgung und Schriftlichkeit. Die Wirkung der Ketzergesetze auf die oberitalienischen Kommunalstatuten im 13. Jahrhundert. Frankfurt am Main 1996, ISBN 3-631-31414-0.

Herausgeberschaften
- zusammen mit Thomas Behrmann: Bene vivere in communitate. Beiträge zum italienischen und deutschen Mittelalter. Hagen Keller zum 60. Geburtstag überreicht von seinen Schülerinnen und Schülern. Münster 1997, ISBN 3-89325-470-6.